# FC Bayern Mnichov (ženy)
FC Bayern Mnichov je německý ženský fotbalový klub se sídlem v Mnichově. Klub byl založen v roce 1970 a hraje Frauen-Bundesligu, nejvyšší ženskou soutěž v Německu. Bayern Mnichov byl jedním ze zakládajících klubů Frauen-Bundesligy v roce 1990. Získal sedm titulů v lize a dvakrát zvítězil v DFB-Pokalu. Domácím stadionem je FC Bayern Campus.